# 富山新港火力発電所
富山新港火力発電所（とやましんこうかりょくはつでんしょ）は、富山県射水市堀江千石1にある北陸電力の石油・石炭・LNG火力発電所。

## 概要
1972年3月15日に建設所を設置し、同年7月12日に起工式、1974年10月18日に1号機が運転を開始、1981年11月1日に2号機が増設された。
なお、隣接して富山新港共同火力発電所があり、1971年9月23日に1号機（現在の石炭1号機）が運転を開始、2号機（現在の石炭2号機）が1972年6月1日運転開始され、1981年9月8日に石炭への転換計画を発表し、1984年11月1日（1号機）および同年12月14日（2号機）には重油から石炭への燃料転換を行った。1988年6月1日には、1号機および2号機の石炭焚き時の出力が各20万kwから各25万kwに増加された。
この富山新港共同火力発電所は、北陸電力と住友アルミニウム製錬が出資する富山共同火力発電が運営していたが、2004年4月1日に北陸電力が富山共同火力発電を合併、富山新港火力発電所石炭1号機、石炭2号機と改称された。
1998年5月29日には、富山新港火力発電所および富山新港共同発電所が『ISO14001認証』を取得している。
2010年10月29日、石炭1号機をLNG1号機（コンバインドサイクル発電方式）に取替えるリプレース計画が発表され、2015年3月23日に本体工事を開始、2018年11月21日に運転を開始した。なお、これにあわせ2号機に対して2018年度までにLNG対応化改造工事を行い、2018年度には石炭1号機を廃止する予定であったが、2024年度に延期された。

## 発電設備
- 総出力：166.47万kW（2020年10月1日現在） [17]

石炭1号機（旧富山新港共同火力発電所1号機）
定格出力：25万kW
使用燃料：石炭（1984年11月1日に重油から転換）
営業運転開始：1971年9月23日
石炭2号機（旧富山新港共同火力発電所2号機）
定格出力：25万kW
使用燃料：石炭（1984年12月14日に重油から転換）
営業運転開始：1972年6月1日
1号機
定格出力：50万kW→24万kW
使用燃料：原油
営業運転開始：1974年10月18日（原油燃料の調達環境が不透明なったため、2020年10月1日より運転休止中）
2号機
定格出力：50万kW
使用燃料：原油　LNG
営業運転開始：1981年11月1日
LNG1号機
発電方式：1,500℃級コンバインドサイクル発電(More Advanced Combined Cycle)方式
定格出力：42.47万kW
使用燃料：LNG
熱効率:約59%超（低位発熱量基準）
営業運転開始：2018年11月21日